# Sudamericano Juvenil A de Rugby 2014
El Sudamericano Juvenil A de Rugby del 2014 fue la vigésima novena edición del torneo que anualmente organiza la Confederación Sudamericana. Esta vez, estuvo coorganizada con la Unión de Rugby del Uruguay (URU) por volverse a disputar en ese país luego de la edición del 2007.
Este año no compitió la selección multicampeona Argentina, que solo jugó el partido por la CONSUR Cup juvenil 2014 frente a Uruguay, el campeón sudamericano.
El torneo se desarrolló con Brasil, Chile, Paraguay y Uruguay que jugaron todos contra todos, el equipo que hizo más puntos resultó ser el campeón, además de clasificar a la CONSUR Cup y ganarse el cupo a Portugal 2015; y la segunda se trata del partido por el título entre Argentina (campeón vigente) y Uruguay (vicecampeón).

## Equipos participantes
- Selección juvenil de rugby de Brasil (Tupís M19)
- Selección juvenil de rugby de Chile (Cóndores M19)
- Selección juvenil de rugby de Paraguay (Yacarés M19)
- Selección juvenil de rugby de Uruguay (Teros M19)

## Posiciones
| Pos. | Equipo   | Encuentros | Encuentros | Encuentros | Encuentros | Tantos  | Tantos    | Tantos     | Puntos |
| Pos. | Equipo   | jugados    | ganados    | empatados  | perdidos   | a favor | en contra | diferencia | Puntos |
| ---- | -------- | ---------- | ---------- | ---------- | ---------- | ------- | --------- | ---------- | ------ |
| 1    | Uruguay  | 3          | 3          | 0          | 0          | 126     | 17        | + 109      | 9      |
| 2    | Chile    | 3          | 2          | 0          | 1          | 42      | 33        | + 9        | 6      |
| 3    | Brasil   | 3          | 1          | 0          | 2          | 33      | 80        | - 47       | 3      |
| 4    | Paraguay | 3          | 0          | 0          | 3          | 33      | 104       | - 71       | 0      |

Nota: Se otorgan 3 puntos al equipo que gane un partido, 1 al que empate y 0 al que pierda
|  | Campeón y clasifica a la Consur Cup 2014 y a Portugal 2015 |

## Resultados

### Primera Fecha[6]
| 14 de setiembre 14:00 | Chile | 18 - 0  | Brasil | Old Christians, Montevideo, Uruguay |                                |
|                       |       | Reporte |        | Árbitro(s): Claudio Cattivelli      | Árbitro(s): Claudio Cattivelli |

| 14 de setiembre 16:00 | Uruguay | 64 - 0  | Paraguay | Old Christians, Montevideo, Uruguay |                              |
|                       |         | Reporte |          | Árbitro(s): Felipe Balbontín        | Árbitro(s): Felipe Balbontín |

### Segunda Fecha
| 17 de setiembre 14:00 | Chile | 12 - 11 | Paraguay | Old Boys, Montevideo, Uruguay |                               |
|                       |       | Reporte |          | Árbitro(s): Ricardo Sant'Anna | Árbitro(s): Ricardo Sant'Anna |

| 17 de setiembre 16:00 | Uruguay | 40 - 5  | Brasil | Old Boys, Montevideo, Uruguay  |                                |
|                       |         | Reporte |        | Árbitro(s): Esteban Filipanics | Árbitro(s): Esteban Filipanics |

### Tercera Fecha
| 20 de setiembre 13:00 | Brasil | 28 - 22 | Paraguay | Estadio Charrúa, Montevideo, Uruguay |                                |
|                       |        | Reporte |          | Árbitro(s): Francisco González       | Árbitro(s): Francisco González |

| 20 de setiembre 16:00 | Uruguay | 22 - 12 | Chile | Estadio Charrúa, Montevideo, Uruguay |                                  |
|                       |         | Reporte |       | Árbitro(s): Ignacio Iparraguirre     | Árbitro(s): Ignacio Iparraguirre |

| Bandera de Uruguay                          |
| Campeón Sudamericano Juvenil A 2014 Uruguay |
| Segundo título                              |

## Clasificación al Trofeo Mundial
Las selecciones de Brasil, Chile, Paraguay y Uruguay buscaron el cupo para el Trofeo Mundial de Portugal 2015 (2ª división) mientras que Argentina estaba clasificada para el Campeonato Mundial Juvenil de Italia 2015 (1ª división).

## Consur Cup Juvenil 2014
La Consur Cup Juvenil 2014 fue la primera edición del torneo. Se llevó a cabo con un partido entre los campeones sudamericanos del 2013 (Pumitas) y los campeones del 2014 (Teritos).
| 11 de octubre 11:00 | Uruguay | 3 - 67 | Argentina | Estadio Charrúa, Montevideo, Uruguay |  |
|                     |         |        |           | Árbitro(s): Henrique Platais         |  |

| Bandera de Argentina                      |
| Campeón Consur Cup Juvenil 2014 Argentina |
| Primer título                             |